# Isabelle Juppé
Pour son mari, voir Alain Juppé.
Isabelle Juppé, née Bodin le 5 mars 1961 à Saint-Lô (Manche), est une journaliste et romancière française. Elle est l'épouse d'Alain Juppé, ancien Premier ministre.

## Biographie
Titulaire d'une maîtrise en droit et ancienne auditrice de l'Institut Multimedia,,, Isabelle Juppé est, dans un premier temps, journaliste de presse écrite au Matin de Paris puis à la Croix, avant de devenir écrivain.
Divorcée du journaliste Philippe Legrand dont elle a deux enfants, elle épouse en secondes noces, le 29 avril 1993, Alain Juppé, qui occupe alors les fonctions de ministre des Affaires étrangères. Elle est à cette époque chargée par son journal du suivi du RPR. Elle démissionne alors, dans ce qui est considérée comme une des premières manifestations de la jurisprudence Anne Sinclair, du nom d'une autre journaliste qui démissionnera quatre ans après dans la même situation.
Elle accompagne son mari à l'hôtel Matignon lorsqu'il est nommé Premier ministre (du 17 mai 1995 au 2 juin 1997). Le couple Juppé-Bodin a une fille, Clara, née en octobre 1995 ; c'est la première fois, depuis Félix Gaillard en 1958, qu'un chef du gouvernement voit naître son enfant au cours de son exercice.
Elle entre en octobre 2000 dans le groupe Lagardère, comme spécialiste de l'impact du numérique sur les médias. En 2008, elle y est nommée directrice du développement durable, pour travailler auprès d'Arnaud Lagardère sur le numérique, les nouveaux médias et la jeunesse.